# André van der Merwe
André van der Merwe est un chef de chœur sud-africain. Il dirige depuis 2003 le Stellenbosch University Choir, pour lequel il compose et arrange tous les morceaux depuis cette date.

## Biographie
André van der Merwe est originaire de Durbanville, dans l'agglomération du Cap. Il passe également une partie de son enfance dans le désert du Karoo. Il étudie la musique à l’université du Cap, mais une blessure à la main gauche le contraint à renoncer à la pratique instrumentale. Il devient chef de chœur, pratique qu'il étudie à l'université de Stellenbosch.

## Carrière musicale
En 1999, il devient le chef de chœur du Stellenberg Girls Choir (« chœur de filles de Stellenberg »), surnommé « Stellies Angels ». Sous sa direction, en juillet 2019, les Stellies Angels remportent la médaille d'or dans la catégorie « Chœur d'adolescents » et sont finalistes dans la catégorie « musique sacrée » lors d'un concours international à Bali. La chorale est classée par Interkultur cinquième au monde dans la catégorie « chœur de jeunes » et dix-huitième sur mille toutes catégories confondues.
En 2003, il prend la tête du Stellenbosch University Choir, chœur mixte de l'université de Stellenbosch. Enfin, à partir de 2005, il dirige également le South African Youth Choir.
De manière plus ponctuelle, il dirige la chorale de l'Université ionienne en juin 2013 et l'orchestre philharmonique de Taipei (en) en août de la même année. Il anime également des Master Class, comme en 2016 dans le Guangdong.
En outre, il est membre du jury de plusieurs compétitions musicales. En 2018, il est en particulier membre du jury des World Choir Games, qui ont lieu cette année-là à Tshwane, en Afrique du Sud. De ce fait, le Stellenbosch University Choir ne concourt pas durant cette édition.

## Récompenses
En mai 2012, André van der Merwe est fait citoyen honoraire du Cap à titre honorifique. En novembre de la même année, le ministère de la culture de la province du Cap-Occidental lui décerne un prix spécial pour l'ensemble de son travail de chef de chœur. En juillet 2018, au festival de musique Llangollen International Musical Eisteddfod, il reçoit une récompense pour sa direction.